# 萩生駅
萩生駅（はぎゅうえき）は、山形県西置賜郡飯豊町大字萩生にある、東日本旅客鉄道（JR東日本）米坂線の駅である。
当駅を含め以西は新潟支社管轄で、当駅以東は東北本部管轄となる。

## 歴史
- 1931年（昭和6年）8月10日：米坂東線今泉 - 手ノ子間開通と共に開業[1][3]。
- 1972年（昭和47年）10月2日：貨物の扱いを廃止[1]。
- 1974年（昭和49年）12月1日：4月1日から11月30日に限り、荷物の扱いを廃止[1]。
- 1975年（昭和50年）12月1日：通年で荷物の扱いを廃止[4]。駅員無配置駅となる[2]。
- 1987年（昭和62年）4月1日：国鉄分割民営化により、東日本旅客鉄道の駅となる[1]。
- 1994年（平成6年）ごろ：待合所を改築。
- 2022年（令和4年）8月3日：豪雨災害の影響で当駅前後の区間が不通となり、営業休止[3]。

## 駅構造
単式ホーム1面1線を有する地上駅である。
村上駅管理の無人駅となっている。駅舎は待合室の機能のみ有する。

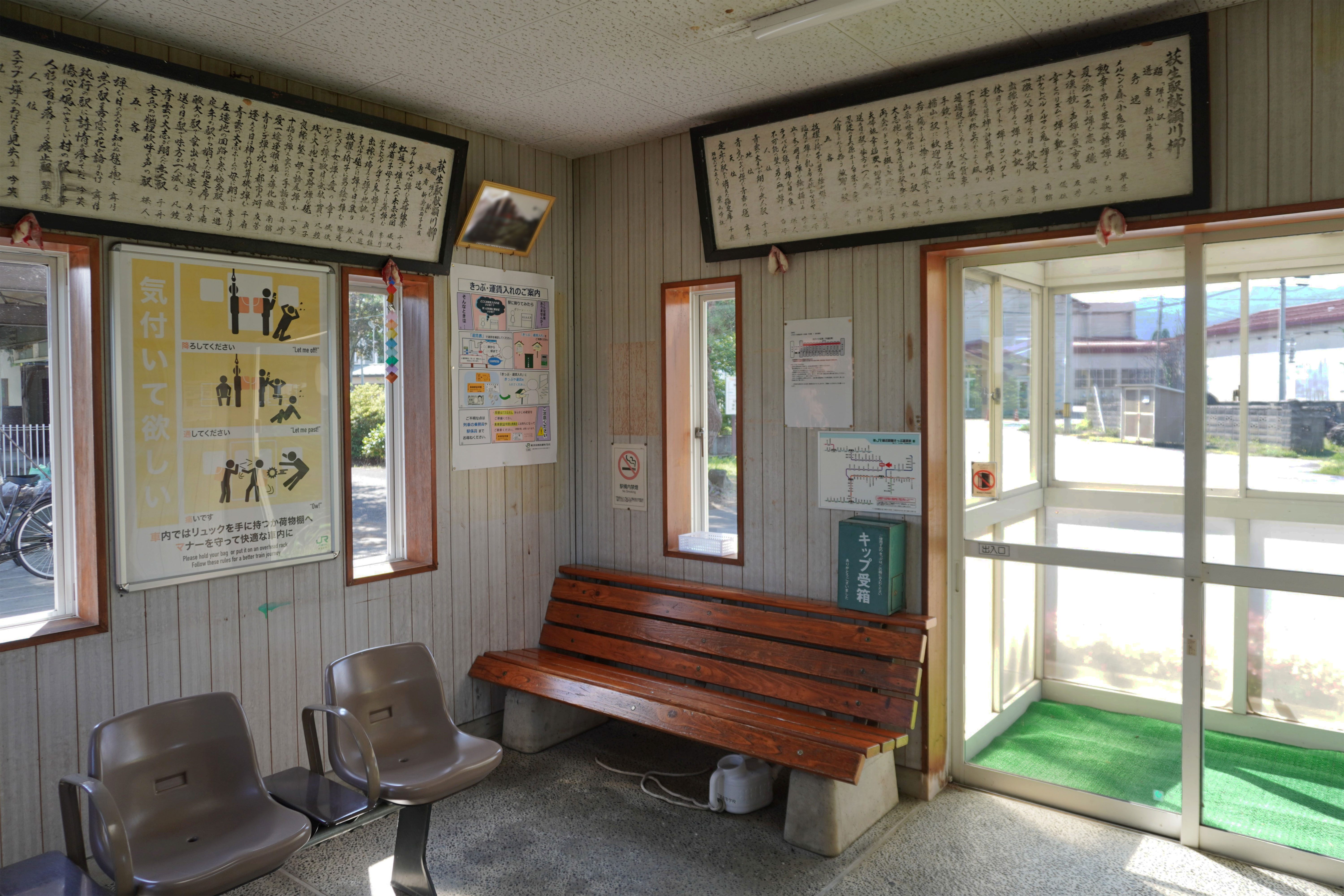
駅舎内（2023年7月）
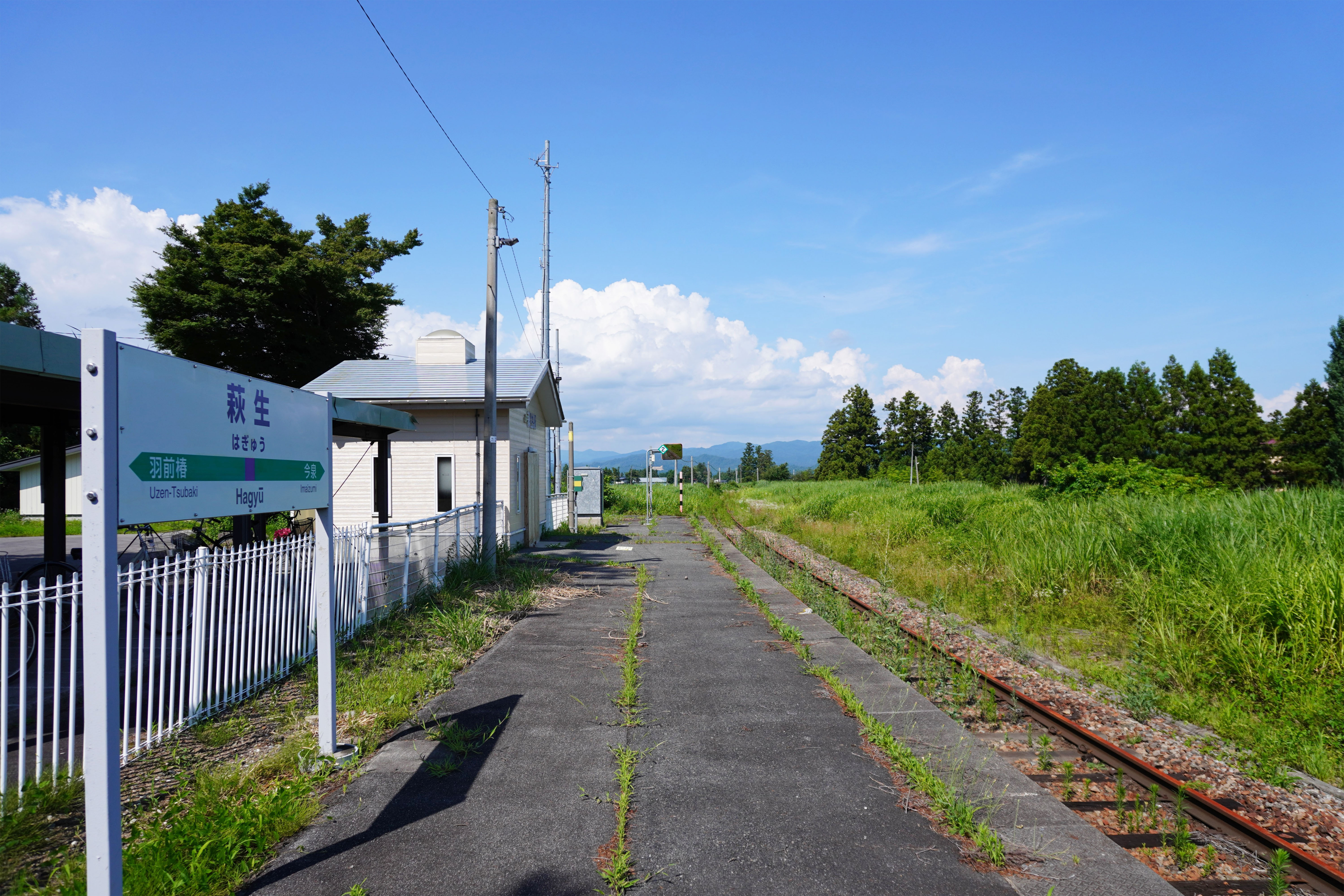
ホーム（2023年7月）

## 利用状況
「山形県の鉄道輸送」によると、2000年度（平成12年度）- 2004年度（平成16年度）の1日平均乗車人員の推移は以下のとおりであった。
| 乗車人員推移       | 乗車人員推移     | 乗車人員推移 |
| 年度               | 1日平均 乗車人員 | 出典         |
| ------------------ | ---------------- | ------------ |
| 2000年（平成12年） | 96               | [ 5 ]        |
| 2001年（平成13年） | 78               | [ 5 ]        |
| 2002年（平成14年） | 67               | [ 5 ]        |
| 2003年（平成15年） | 73               | [ 5 ]        |
| 2004年（平成16年） | 81               | [ 5 ]        |

## 駅周辺
駅前の「萩生駅前通り」には酒屋などの商店がある。
周辺エリアは「飯豊電池バレー構想」の中核を担っており、研究施設やホテル、屋台村が整備されたほか、2023年（令和5年）には電動モビリティシステム専門職大学が開学した。その周囲には散居村が広がっている。
- 電動モビリティシステム専門職大学
- デンソー山形 本社
- どんでん平ゆり園

## 隣の駅
東日本旅客鉄道（JR東日本）
■米坂線（休止中）
今泉駅 - 萩生駅 - 羽前椿駅